# Wolfgang Hertle
Wolfgang Hertle (* 19. Dezember 1946 in Haltern/Westfalen) ist ein deutscher Politologe, Gewaltfreier Aktivist und Bewegungsforscher.

## Werdegang
Wolfgang Hertle studierte von 1971 bis 1976 in München und Berlin Politologie bei Theodor Ebert und Romanistik und erwarb 1976 das Diplom der politischen Wissenschaften am Otto-Suhr-Institut der Freien Universität Berlin. 1982 promovierte Hertle an der Freien Universität mit der Dissertation: „Larzac 1971–1981. Der gewaltfreie Widerstand gegen die Erweiterung eines Truppenübungsplatzes in Südfrankreich“ zum Dr. phil.

## Gesellschaftliches und berufliches Engagement
Hertle wuchs in Augsburg auf und engagierte sich zunächst im Bund Neudeutschland, (heute: Katholische Studierende Jugend). Er verweigerte 1966 aus „christlich motivierten Gründen“
den Kriegsdienst und beriet andere Kriegsdienstverweigerer. Die Schwierigkeiten, die er in seinem bayerisch-katholischen Umfeld daraufhin bekam, begründen eine „Enttäuschung über eine Institution, die ihre Gründungsideale verrät“ und münden schließlich in das lebenslange politische Engagement Hertles, das von der Suche nach angemessenen Aktionsformen und anderen Partnern geprägt ist. Seine Vorbilder fand er anfangs hauptsächlich im Ausland.
Als Hertle 1966 in Augsburg einen Arbeitskreis für gewaltfreien Widerstand gründete, waren seine Mitstreiter und er überzeugt, „dass direkte gewaltfreie Aktionen und Ziviler Ungehorsam die konsequente und dringend notwendige Weiterentwicklung pazifistischer Aktivitäten seien“.  1969 wird daraus, inspiriert durch „Artikel von Theodor Ebert in ZEIT und Spiegel über die Widerstandsformen der tschechischen Bevölkerung gegen die Okkupation durch die Warschauer Pakt-Truppen“ und von Kontakten zu gewaltfreien Gruppen und Zeitschriften in Frankreich und England mit der Gewaltfreien Aktions Gruppe Augsburg (GAA), eine der ersten Gewaltfreien Aktionsgruppen in Deutschland.  Die GA Augsburg entwickelte sich allmählich von der Beratung von Kriegsdienstverweigerern über die Suche nach origineller Öffentlichkeitsarbeit zur Durchführung direkter Aktionen. Ein Höhepunkt war von 1970 bis 1972 die Beteiligung an einer internationalen Solidaritäts-Kampagne für die Kriegsdienstverweigerer in Spanien unter Franco mit Demonstrationen  gewaltfreier Gruppen vor spanischen Botschaften und Konsulaten in Frankreich, Belgien, England und den USA, einer Demonstration auf dem großen Platz vor dem Vatikan und schließlich einer Ankett-Aktion eines Gruppenmitgliedes in Barcelona.
Ab 1971 unterhält Hertle kontinuierliche Kontakte zur Solidaritäts-Bewegung gegen die Vertreibung von 103 Bauernfamilien auf der südfranzösischen Larzac-Hochebene zugunsten der Erweiterung eines Truppenübungsplatzes. Es folgen häufige Reisen nach Frankreich zu Recherchen und zur Leitung von Rüstzeiten für deutsche Kriegsdienstverweigerer und Bildungsurlaubseminaren für Arbeitnehmer im Zentrum für gewaltfreie Aktion Le Cun du Larzac, dem Vorbild für die später von Hertle initiierte Bildungs- und Begegnungsstätte für gewaltfreie Aktion im Wendland.
Passend zu seinem politischen Engagement beginnt Hertle im Herbst 1971 ein Studium der Politologie und Romanistik in München.
1972 gründet er in Augsburg die Zeitschrift Graswurzelrevolution, die sich als das Sprachrohr der internationalen Graswurzelbewegung im deutschsprachigen Raum versteht und eine gewaltfreie Revolution, im Sinne einer tiefgreifenden gesellschaftlichen Umwälzung, „in der durch Macht von unten alle Formen von Gewalt und Herrschaft abgeschafft werden sollen“, anstrebt und sich in diesem Sinne bemüht, Theorie und Praxis der gewaltfreien Revolution zu verbreitern und weiterzuentwickeln.
1973 zieht Hertle nach West-Berlin und nimmt die Redaktion der Graswurzelrevolution mit und führt diese mit Michael Schroeren u. a. bis 1976 fort. Die Redakteure der Graswurzelrevolution hatten seit Bestehen der Zeitung enge Verbindungen zur War Resisters’ International (WRI). Seit 1973 ist die Zeitung assoziiertes Mitglied der WRI. In West-Berlin hatte Wolfgang Hertle auch zur WRI-Sektion Internationale der Kriegsdienstgegner/innen (IDK) Kontakt und wurde später IDK-Mitglied.
Bei einem Treffen der Graswurzelgruppen im Sommer 1974 im Kaiserstuhl kommt Hertle „über die Gespräche mit führenden Mitgliedern der dortigen Bürgerinitiative erstmals in intensivere Berührung mit der Problematik der »zivilen Atomindustrie«“ und nimmt am 23. Februar 1975 an der zweiten Bauplatzbesetzung in Wyhl teil. Nach Abschluss seines Studiums wechselt Hertle 1976 nach Hamburg und schließt sich dort der Hamburger Initiative Kirchlicher Mitarbeiter und Gewaltfreie Aktion (HIkMuGA) u. a. als Koordinator des Stromzahlungsboykotts an. In der Initiative setzte sich Hertle dafür ein, sich intensiv mit Ethik, Theorie und Praxis des gewaltfreien Widerstands auseinanderzusetzen und erfolgreiche Beispiele gewaltfreier Aktionen in der norddeutschen Anti-AKW-Bewegung gegen das geplante Atomkraftwerk in Brokdorf bekannter zu machen. Außerdem plädierte er dafür, neben der geplanten Bauplatzbesetzung auch alternative Widerstandsformen gegen den Bau des AKW Brokdorf zu entwickeln. Parallel zu den Auseinandersetzungen um Brokdorf schrieb Hertle an seiner Dissertation über den gewaltfreien Widerstand gegen die Erweiterung eines Truppenübungsplatzes in Südfrankreich.
Seine Erfahrungen in Wyhl und Brokdorf, erste Kontakte zum Gorleben-Widerstand, Berichte über das Life Center in Philadelphia, die Besetzungen des AKW-Bauplatzes Seabrook, New Hampshire und seine Besuche im Zentrum für gewaltfreie Aktion Le Cun du Larzac in Südfrankreich brachten Hertle auf den Gedanken, in Deutschland ein „ressource center for nonviolence“ zu gründen. Wichtig war ihm dabei die Anbindung an einen wichtigen gesellschaftlichen Konflikt, der vermutlich längere Zeit anhalten würde.
Diese Überlegungen führen ab 1978 zu Hertles Initiative und, zusammen mit Theodor Ebert und Harmen Storck, den ersten Vorarbeiten, zur Gründung der „Bildungsstätte für gewaltfreie Aktion Kurve Wustrow“. 1980 wird ein Trägerverein gegründet und erste Seminare finden in zunächst gemieteten Räumen statt. Im Sommer 1981 wurde vom Trägerverein und den Familien der beiden hauptamtlichen Mitarbeiter Hertle und Albers gemeinsam das ehemalige Hotel Wendland in Wustrow, 25 km von Gorleben und 2 km von der Grenze zur DDR entfernt, gekauft und bezogen. Es folgen der Umbau zu einem Tagungshaus für gewaltfreie Bewegungen und die Entwicklung eines regelmäßigen Seminarprogramms von politischer Bildung mit Praxisbezug zum regionalen Widerstand im Wendland und dessen überregionale Solidaritätsbewegung. Hertle arbeitete bis 1989 in der Kurve.
Am 26. Februar 1981, zwei Tage vor der geplanten Großdemonstration, nimmt Hertle an den Sitzblockaden der Hamburger Initiative Kirchlicher Mitarbeiter und Gewaltfreie Aktion gegen den am Tag vorher begonnenen Bau des Atomkraftwerks in Brokdorf teil.
Von 1991 bis 2008 arbeitet Hertle im Archiv Ökologie und Frieden in Hamburg (heute: Archiv aktiv. Auswertungen & Anregungen für gewaltfreie Bewegungen), zunächst 3 Jahre im Rahmen einer ABM-Maßnahme, danach unbezahlt.
1996 baut Hertle seine mehrsprachige Website „nonviolent resistance“ für aktuelle gewaltfreie Bewegungen auf. Ab 1996 war Hertle Mitglied der Koordinationsgruppe der Kampagne X-tausendmal quer.
Von 1998 bis 2012 arbeitet Hertle als Mitarbeiter des Hamburger Instituts für Sozialforschung an der Erschließung von Nachlässen.
2000 gehörte er zu den Erstunterzeichner eines Appells an die Soldaten beider Seiten im Kosovo-Krieg, wurde deshalb angeklagt und verurteilt wegen „Aufforderung zur Fahnenflucht“ und erhielt – gemeinsam mit anderen Erstunterzeichnern des Aufrufs –  2001 den Fritz-Bauer-Preis.
2017 erscheint seine Dissertation (mit einem ergänzenden Kapitel für den Zeitraum 1982–2017) in türkischer Übersetzung.

## Veröffentlichungen (Auswahl)
- Friedensinitiativen auf Burg Ludwigstein. Grenzüberschreitungen und das internationale Grenztreffen der War Resister´s International 1951. In: Eckart Conze, Susanne Rappe-Weber (Hrsg.): Ludwigstein. Jahrbuch Jugendbewegung und Jugendkulturen 11/2015. V&R unipress, Göttingen 2015, ISBN 978-3-8470-0470-7 (divergences.be).
- Formen der Gewaltfreiheit. In: Gerd Michelsen, Fritz Kalberlah u. d. Öko-Institut Freiburg im Breisgau (Hrsg.): Der Fischer Öko-Almanach. Fischer-Taschenbuch-Verlag, Frankfurt am Main 1980, ISBN 3-596-24037-9, S. 433–438.
- Gewaltfreier Widerstand. In: Jürgen Tatz (Hrsg.): Ist der Frieden noch zu retten? Die Abschreckung und ihre Alternativen. Athenäum, Frankfurt 1986, ISBN 3-7610-8408-0.
- Hart an der Grenze. In: Andreas Buro (Hrsg.): Geschichten aus der Friedensbewegung. Komitee für Grundrechte und Demokratie, Köln 2005, ISBN 3-88906-114-1.
- Kein Atomkraftwerk mit unserem Geld: der Stromrechnungsboykott in Hamburg. In: gewaltfreie aktion: Vierteljahreshefte für Frieden und Gerechtigkeit. Band 35/36, 1978, S. 2–11.
- Larzac 1971–1981. Der gewaltfreie Kampf gegen einen Truppenübungsplatz in Südfrankreich. Verlag Weber & Zucht, Kassel 1982, ISBN 3-88713-001-4.
- Larzac. Beispielhafte gewaltfreie Widerstandsbewegung in Europa. In: Arbeitsgemeinschaft für Friedens- und Konfliktforschung (Hrsg.): Jahrbuch für Friedens- und Konfliktforschung VII. Waldkirch 1979, ISBN 3-87885-039-5.
- Larzac, Wyhl, Brokdorf, Seabrook, Gorleben … Grenzüberschreitender Lernprozeß Zivilen Ungehorsams. In: Wolf-Dieter Narr (Hrsg.): ZIVILER UNGEHORSAM - Traditionen Konzepte Erfahrungen Perspektiven. Komitee für Grundrechte und Demokratie, Sensbachtal 1992, ISBN 3-88906-048-X (divergences.be).
- Stärke durch Vielfalt – Einheit durch Klarheit. Rückblick auf Zivilen Ungehorsam und gewaltfreien Widerstand in Deutschland und Frankreich seit den 1970er Jahren. In: Reiner Steinweg, Ulrike Laubenthal (Hrsg.): Gewaltfreie Aktion. Erfahrungen und Analysen. Brandes und Apsel, Frankfurt 2001, ISBN 3-86099-689-4, S. 256–267.
- mit Christian Deubner: „Vive l´atome?“ In: Lutz Mez (Hrsg.): Der Atomkonflikt. Berichte zur Atomindustrie, Atompolitik und Anti-Atom-Bewegung im internationalen Vergleich. Rowohlt Verlag, Reinbek 1981, ISBN 3-499-17420-0.